# Sinagoga din Köln
Sinagoga din Köln este un lăcaș de cult evreiesc din Köln, Germania construit în 1899 și reconstruit în anul 1959. Sinagoga a fost vizitată de papa Benedict al XVI-lea în 2005.

## Istoric
Lăcașul a fost devastat și distrus în timpul regimului nazist. Reconstruirea sinagogii după cel de-al doilea război mondial se datorează eforturilor cancelarului Konrad Adenauer, fost primar al orașului Köln, intrat de asemenea în conflict cu naziștii și înlăturat din funcția de primar.